# Nannococcyx psix
Il cuculo di Sant'Elena (Nannococcyx psix Olson, 1975) era un uccello della famiglia dei Cuculidae, ora estinto, unico rappresentante del genere Nannococcyx.

## Descrizione
Questo cuculo è stato descritto per la prima volta da un singolo frammento di omero ritrovato sull'Isola di Sant'Elena. Rapportato agli altri cuculi doveva essere relativamente piccolo e probabilmente viveva nelle foreste dell'isola. La sua estinzione, fu il risultato della deforestazione avvenuta nel XVIII secolo.